# Пуласки (Висконсин)
Пуласки (енгл. Pulaski) град је у америчкој савезној држави Висконсин.

## Демографија
По попису из 2010. године број становника је 3.539, што је 479 (15,7%) становника више него 2000. године.
| Група             | 2000.         | 2010.         |
| Белци             | 2.964 (96,9%) | 3.362 (95,0%) |
| Афроамериканци    | 10 (0,3%)     | 10 (0,3%)     |
| Азијати           | 22 (0,7%)     | 19 (0,5%)     |
| Хиспаноамериканци | 29 (0,9%)     | 69 (1,9%)     |
| Укупно            | 3.060         | 3.539         |